# Санта Олаля дел Кала
Санта Олаля дел Кала (на испански: Santa Olalla del Cala) е населено място и община в Испания. Намира се в провинция Уелва, в състава на автономната област Андалусия. Общината влиза в състава на района (комарка) Сиера де Уелва. Заема площ от 204 km². Населението му е 2177 души (по преброяване от 2010 г.). Разстоянието до административния център на провинцията е 149 km.

## Демография
| 1996 | 1998 | 1999 | 2000 | 2001 | 2002 | 2003 | 2004 | 2005 | 2006 |
| ---- | ---- | ---- | ---- | ---- | ---- | ---- | ---- | ---- | ---- |
| 2285 | 2278 | 2297 | 2244 | 2203 | 2192 | 2173 | 2176 | 2143 |      |